# 후쿠오카시 교통국 1000계 전동차
후쿠오카 시 교통국 1000계 전동차(일본어: 福岡市交通局1000系電車)는 1981년 7월 26일부터 운행하고 있는 후쿠오카 시 교통국 지하철 공항선 / 하코자키 선의 전동차이다. 전차는 6량 편성되었다. 1982년 (쇼와 57년), 데쓰도토모노카이에서 제22회 블루리본상을 수상했다.
이 차량은 JR 규슈 지쿠히 선과의 직결 운행에 투입할 목적으로 제작되었다.

## 개요
일본 지하철 차량 최초로 1인 운전 대응 차량으로 1981년 7월 26일에 후쿠오카시 지하철 공항선 덴진역 ~ 무로미역 구간 개통과 동시에 도입되었다. 일본국유철도(현 큐슈여객철도) 지쿠히선에 직통운전에도 사용하는 것부터, 본 계열의 설계에는 국철 차량 설계 사무소가 크게 관여하고 있으며 주요 기기류는 내장 설계는 당시 일본국유철도의 최신 차량이자 통근형 전동차인 201계와 동일한 차종이다.
1982년에 데쓰도토모노카이 제22회 로렐상을 수상했다.

## 주요 제원
- 기동 가속도: 3.3km/h/s
- 감속도: 3.5km/h/s (통상), 4.0km/h/s (비상)
- 최고속도: 90km/h
- 제동 장치: 회생 제동 함께 전기 연산 형태 전기 지령 식 제동
- 보안 장치: ATC / ATO (지하철 선), ATS-SK (지쿠히 선)
- 총 정원: 854명

## 차량 개설

### 차체
해안 근처에 부설되어 있는 지쿠히선을 주행하는 운용 조건을 고려하여 뼈대는 보통강제이지만 외판을 스테인레스제로 한 세미스테인레스 차체이다. 차체 측면은 비드 프레스 가공되어 콜게이트(파형 가공)에 비해 깔끔한 외판으로 되어 있다. 차체는 무도장이지만 현해탄을 이미지한 흰색과 파란색 줄무늬를 배치하고 있다.
"지쿠히선과 상호 직통운전을 함으로써 국철·JR의 통근형 전동차와 거의 동일 규격이며 "창문은 문 사이가 2분할

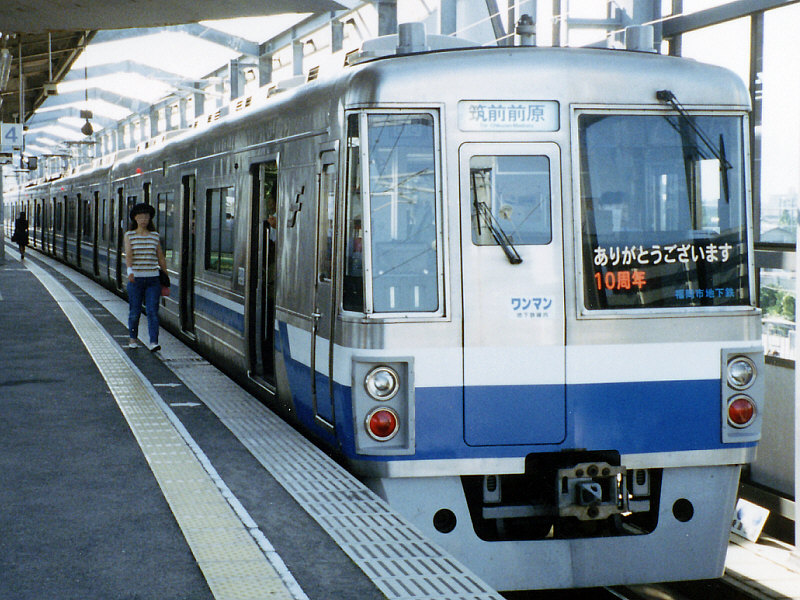
원맨 운전 대응 후·갱신 공사 전의 1000계(1991년 8월)

### 대차·기기
대차는 201계에 채용되고 있는 DT46계 대차와 비슷한 구조의 FDT-1이라는 차체 직결공기 용수철 대차 이다. 공기 스프링은 스미토모 금속공업제의 다이어프램식이지만 대차 테두리는 차량 메이커로 만들어졌다.
제어 방식은 전기자 초퍼 제어를 채용했다.
신제 당초 바닥 기기 배치는 신호 보안 관련 기기와 브레이크 작용 장치를 제외하고 국철 201계 전동차의 그것과 매우 비슷했지만 기기 상자는 스테인레스 무도장이었다.
주전동기 이외의 모든 회전기의 브러시리스화를 목표로 일본에서 처음으로 공기압축기전동기를 유도전동기로 가 그 기동에는 당시 기술로는 대용량 전자 접촉기에 적절한 것을 얻지 못했기 때문에 전공 접촉기를 사용했기 때문에 축전지를 전원으로 하는 보조 공기 압축기를 따로 가지고 있었다.
"운전 장치로서 ATO를 갖추고 1984년 1월 20일에는 일본 지하철에서는 처음으로 영업 열차로의 원맨 운전이 개시되었다. 지쿠히 선 내에서의 차장 승무시에 대응하기 위해 운전실에는 수동 운전용 마스콘과 브레이크 핸들, ATS-SK, 차 손바닥 스위치 등 차장용 기기도 갖추고 있다.
원맨 운전 시 문 개폐는 운전대 문 스위치로 한다. 당초에는 지하철용 스위치만 있었지만, 2021년 3월 13일부터 메이노하마역 - 지쿠젠마에하라역간의 수동 원맨 운전화 및 홈도어의 운용 개시에 대응하기 위해 JR용 스위치가 따로 설치 놓여졌다.
"또한 탑재되어 있는 공기피리가 0계 신칸센과 동일(AW-8 AW-9S) 때문에 공기 피리의 음색은 0계 신칸센과 같다.

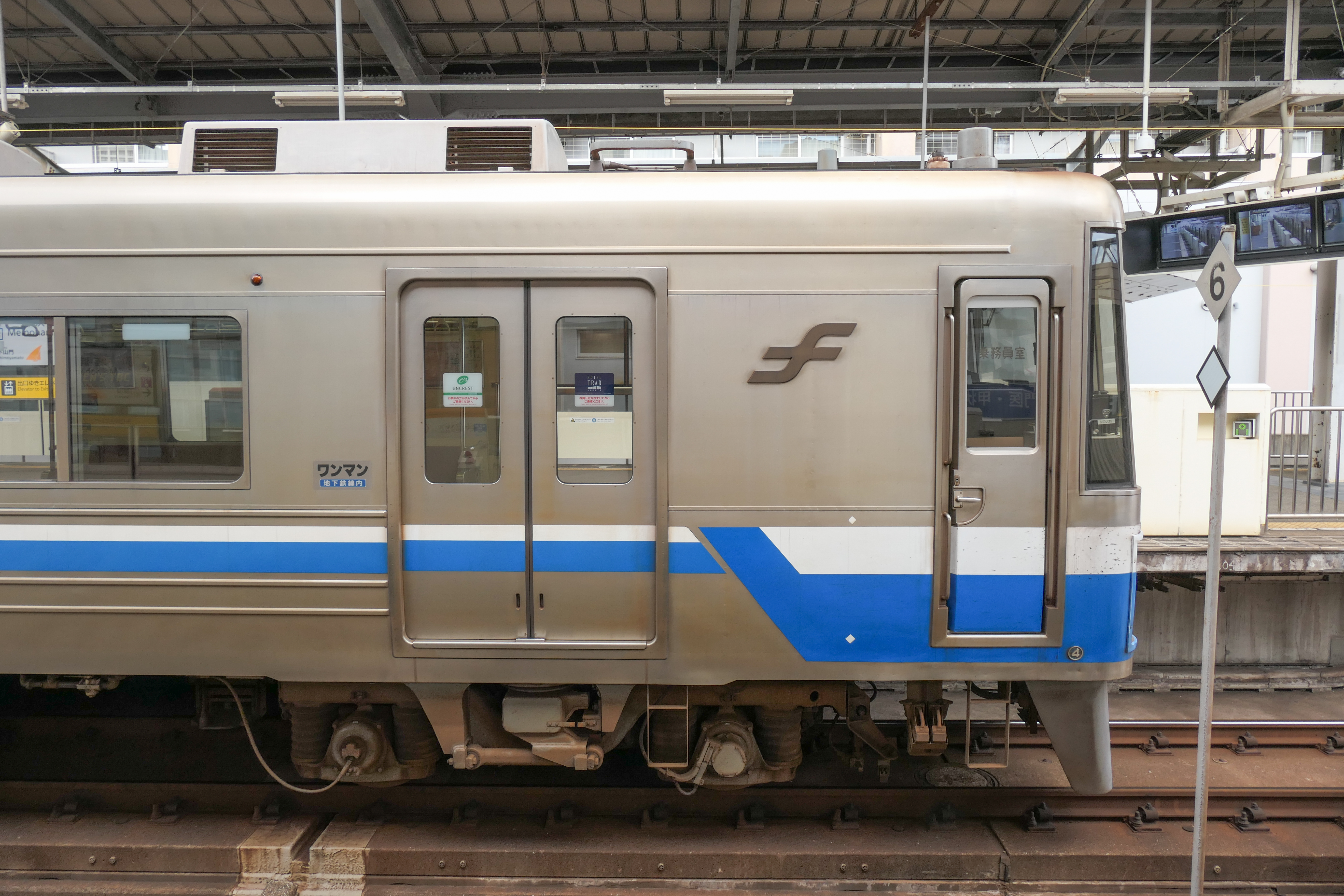
선두부 측면과 대차(2021년 12월)

### 차내 설비
좌석은 모두 롱 시트이다. "인테리어재 전반에 있어서 난색계열의 재료가 사용되어 아내면과 좌석 소매 칸막이는 목조 화장판으로 휠체어 공간은 1982년에 준공된 차량에서 채용되고 있다.
제조 당초부터 냉방 장치를 탑재하고 있다. "지붕 위에 집약분산식 냉방장치를 4대 갖추고 또한 약냉방도 가능하다.
LED식 차내 안내 표시 장치와 노선도가 세트로 좌우 교대 문 상부에 설치되어 있다. 차내 안내 표시 장치는 지하철 선 내에서만 사용된다.

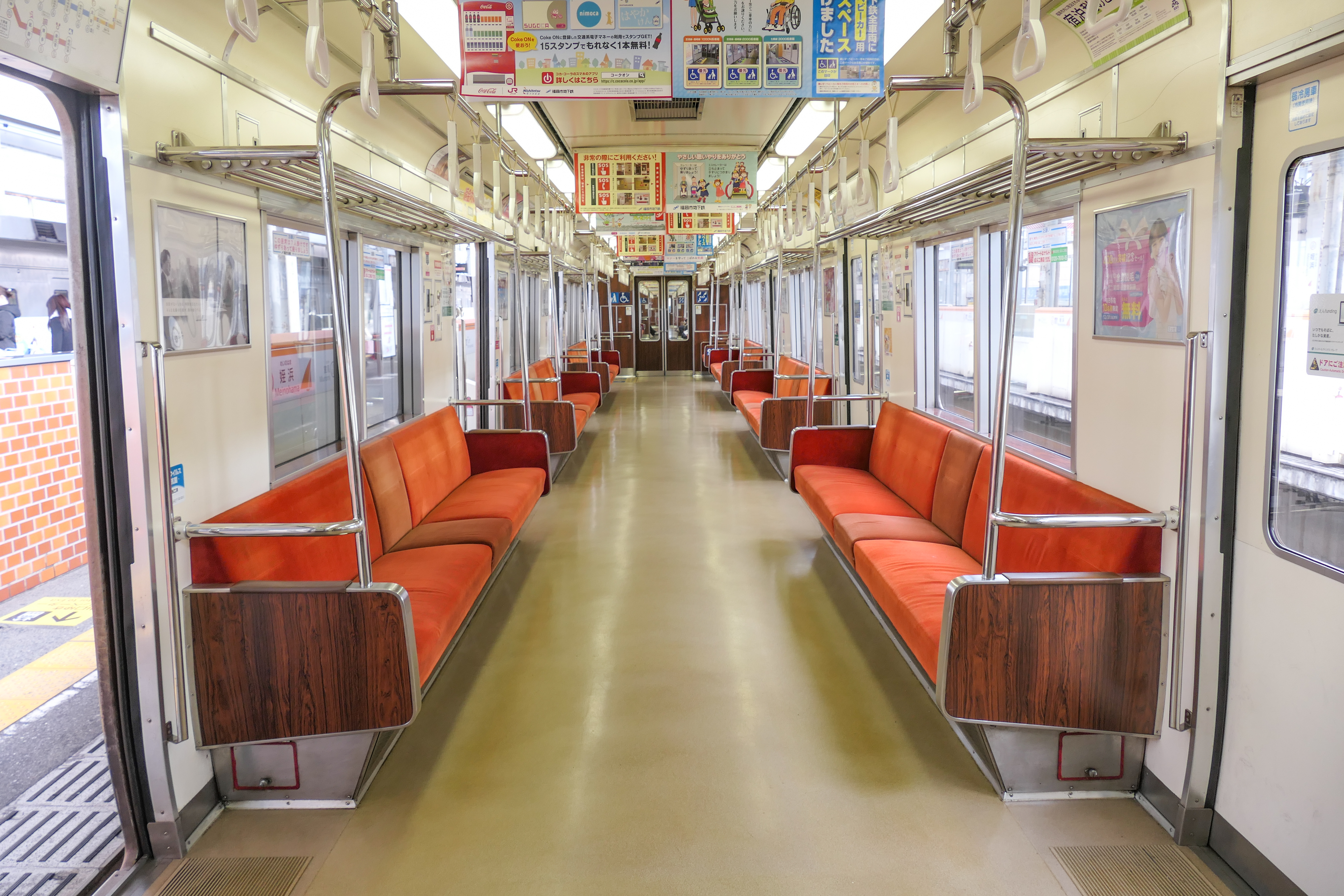
차 안
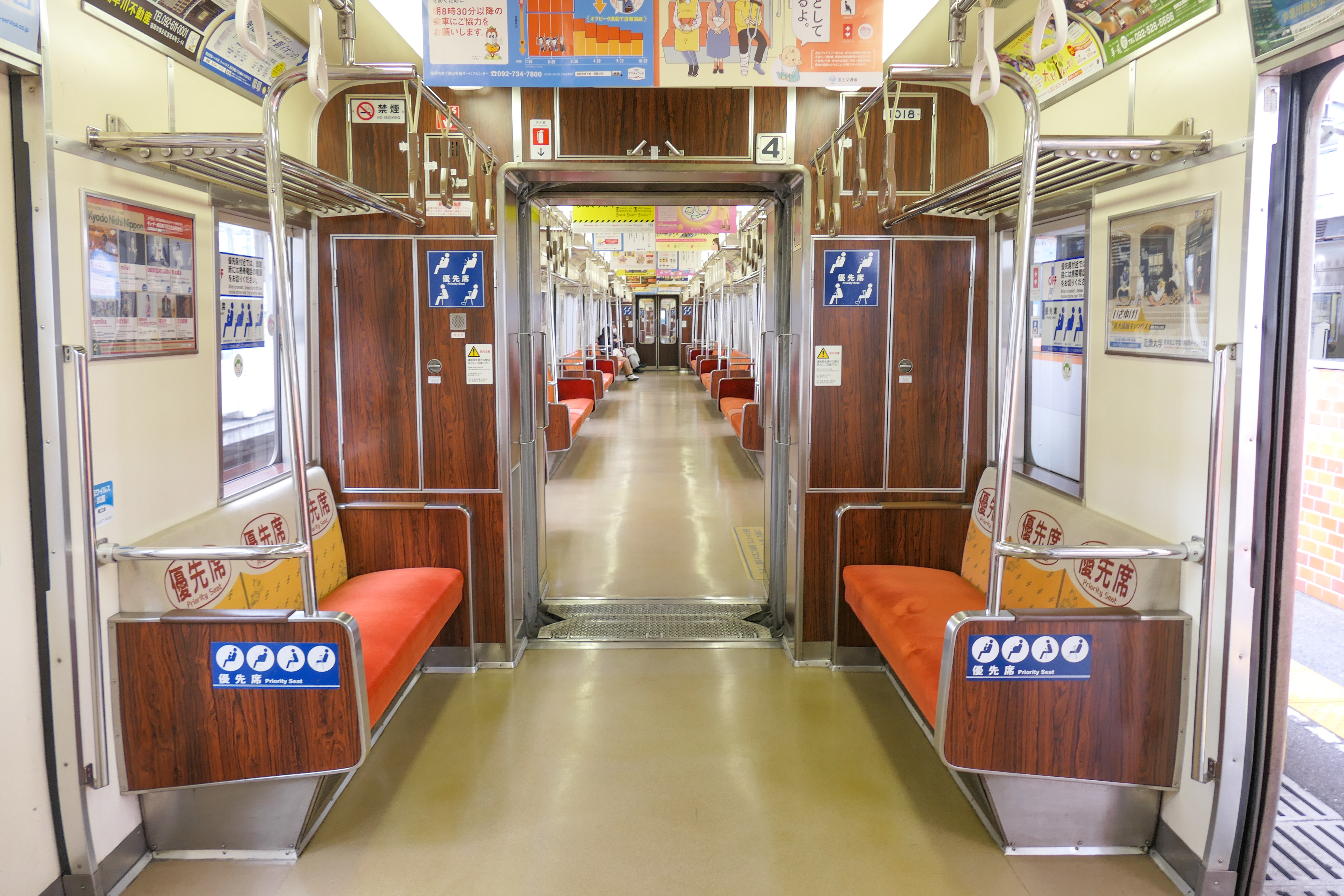
우선석
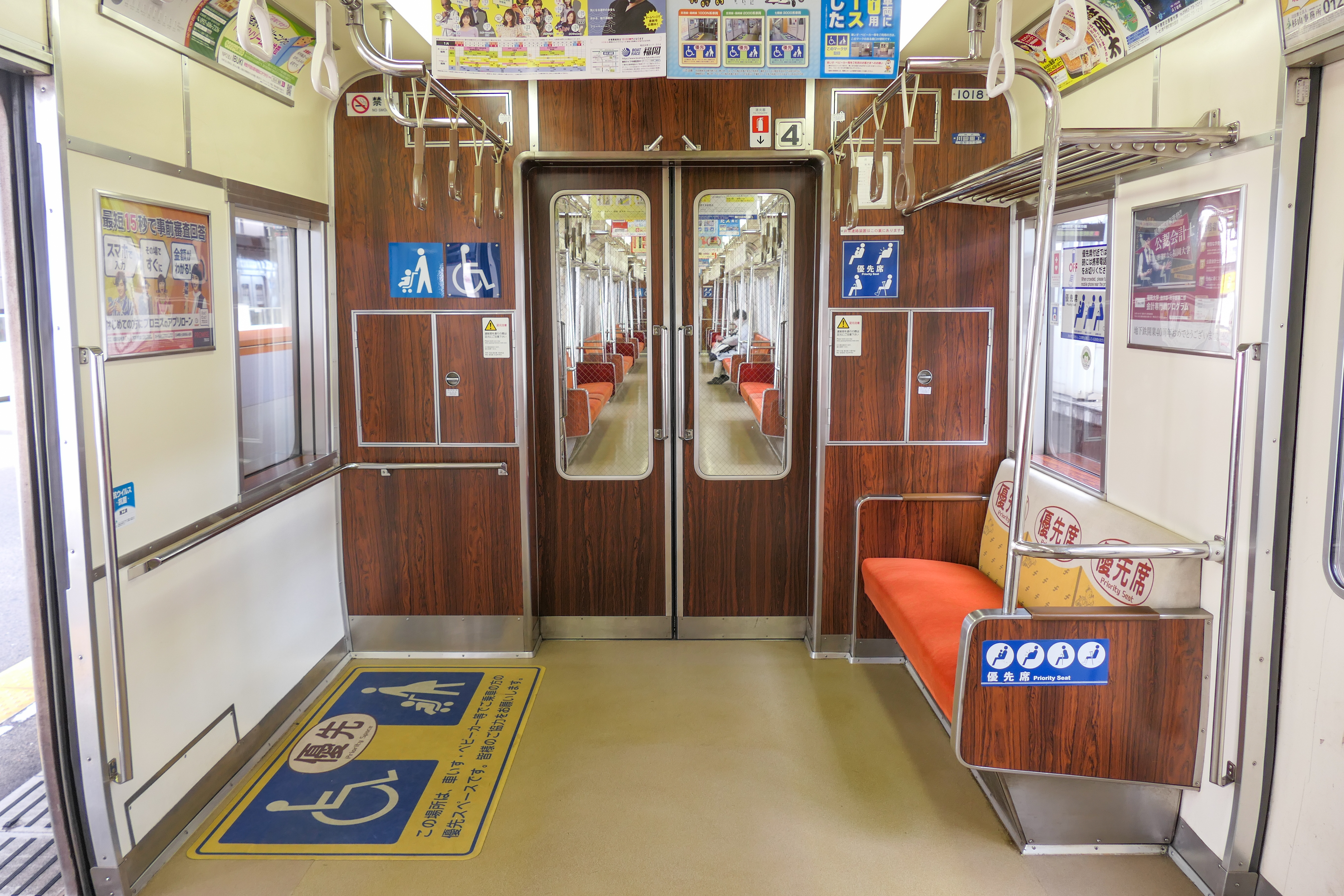
휠체어 공간
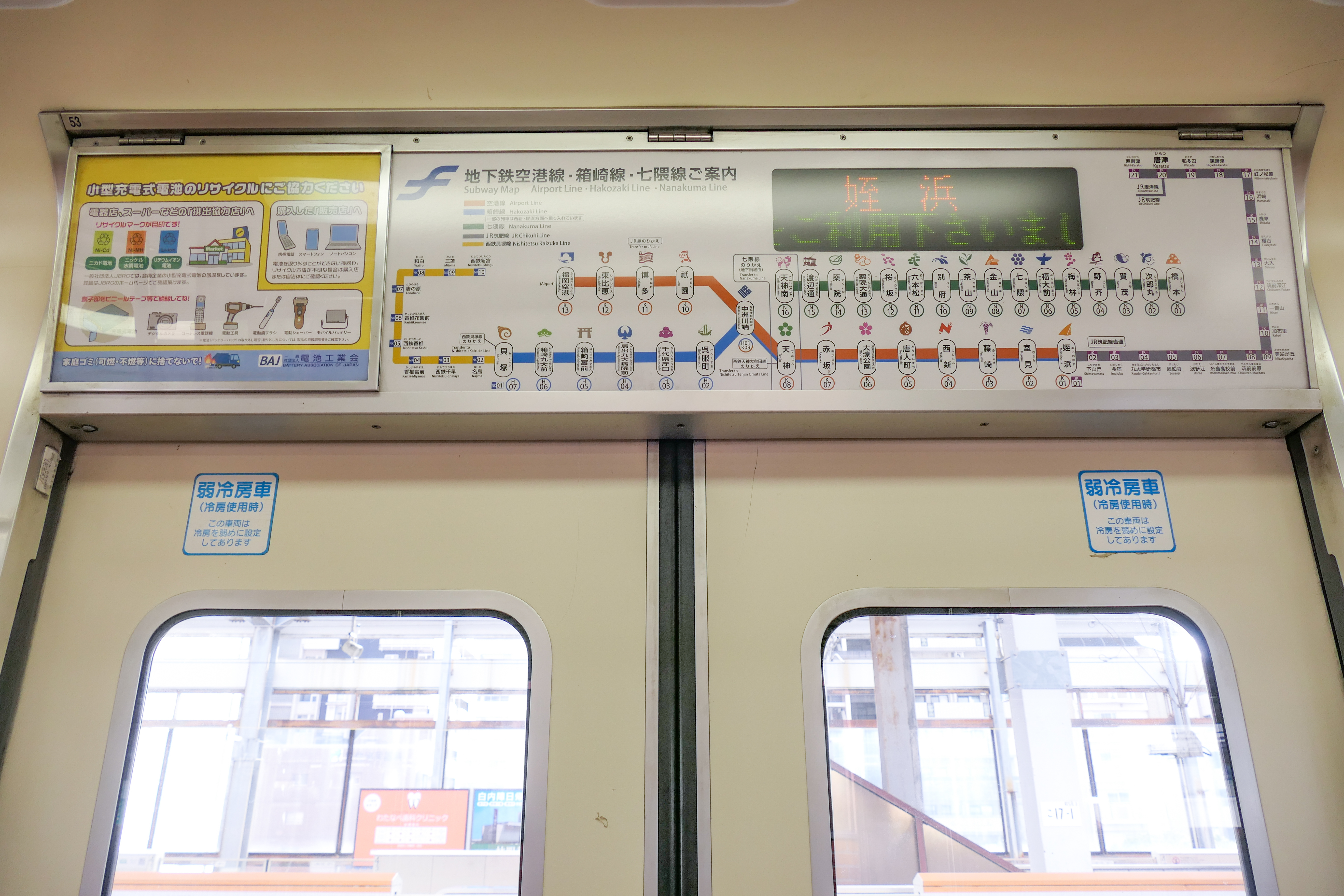
LED식 차내 안내 표시 장치

## 편성
"선두차를 제어차(Tc), 중간차를 전동차(M)로 한 MT비 하행(메이노하마) 쪽에서 1500형(홀수) - 1000형(홀수) - 1100형(홀수) - 1000형(짝수) - 1100형(짝수) - 1500형(짝수)의 편성이다.  차량 번호의 마지막 두 자리는 유닛별로 정렬되어 있다.
|           | 후쿠오카공항]]← 지쿠젠후카에·지쿠젠마에하라가이즈카·[후쿠오카공항역 → | 후쿠오카공항]]← 지쿠젠후카에·지쿠젠마에하라가이즈카·[후쿠오카공항역 → | 후쿠오카공항]]← 지쿠젠후카에·지쿠젠마에하라가이즈카·[후쿠오카공항역 → | 후쿠오카공항]]← 지쿠젠후카에·지쿠젠마에하라가이즈카·[후쿠오카공항역 → | 후쿠오카공항]]← 지쿠젠후카에·지쿠젠마에하라가이즈카·[후쿠오카공항역 → | 후쿠오카공항]]← 지쿠젠후카에·지쿠젠마에하라가이즈카·[후쿠오카공항역 → | 후쿠오카공항]]← 지쿠젠후카에·지쿠젠마에하라가이즈카·[후쿠오카공항역 → | 1000N계화 개조일     |
| 호차      | 1                                                                     | 2                                                                     | 3                                                                     | 4                                                                     | 5                                                                     | 6                                                                     |                                                                       | 1000N계화 개조일     |
| 형식은    | 1500N형                                                               | 1000N형                                                               | 1100N형                                                               | 1000N형                                                               | 1100N형                                                               | 1500N형                                                               |                                                                       | 1000N계화 개조일     |
| 구분      | Tc                                                                    | M1                                                                    | M'1                                                                   | M2                                                                    | M'2                                                                   | T'c                                                                   | VVVF                                                                  | 1000N계화 개조일     |
| 01편성    | 1501                                                                  | 1001                                                                  | 1101                                                                  | 1002                                                                  | 1102                                                                  | 1502                                                                  | 3레벨                                                                 | 1998년 4월 1일       |
| 02편성    | 1503                                                                  | 1003                                                                  | 1103                                                                  | 1004                                                                  | 1104                                                                  | 1504                                                                  | 3레벨                                                                 | 1999년 1월 7일       |
| 03편성    | 1505                                                                  | 1005                                                                  | 1105                                                                  | 1006                                                                  | 1106                                                                  | 1506                                                                  | 3레벨                                                                 | 1999년 7월 29일      |
| 04편성    | 1507                                                                  | 1007                                                                  | 1107                                                                  | 1008                                                                  | 1108                                                                  | 1508                                                                  | 3레벨                                                                 | 1998년 9월 17일      |
| 05편성    | 1509                                                                  | 1009                                                                  | 1109                                                                  | 1010                                                                  | 1110                                                                  | 1510                                                                  | 3레벨                                                                 | 1999년 11월 29일     |
| 06편성    | 1511                                                                  | 1011                                                                  | 1111                                                                  | 1012                                                                  | 1112                                                                  | 1512                                                                  | 3레벨                                                                 | 이천년 삼월 구일     |
| 07편성    | 1513                                                                  | 1013                                                                  | 1113                                                                  | 1014                                                                  | 1114                                                                  | 1514                                                                  | 3레벨                                                                 | 2000년 7월 6일       |
| 08편성    | 1515                                                                  | 1015                                                                  | 1115                                                                  | 1016                                                                  | 1116                                                                  | 1516                                                                  | 3레벨                                                                 | 이천년 십월 이십육일 |
| 09편성    | 1517                                                                  | 1017                                                                  | 1117                                                                  | 1018                                                                  | 1118                                                                  | 1518                                                                  | 2레벨                                                                 | 2001년 3월 30일      |
| 10편성    | 1519                                                                  | 1019                                                                  | 1119                                                                  | 1020                                                                  | 1120                                                                  | 1520                                                                  | 2레벨                                                                 | 2001년 7월 23일      |
| 11편성    | 1521                                                                  | 1021                                                                  | 1121                                                                  | 1022                                                                  | 1122                                                                  | 1522                                                                  | 2레벨                                                                 | 2001년 11월 26일     |
| 12편성    | 1523                                                                  | 1023                                                                  | 1123                                                                  | 1024                                                                  | 1124                                                                  | 1524                                                                  | 2레벨                                                                 | 2002년 3월 25일      |
| 13편성    | 1525                                                                  | 1025                                                                  | 1125                                                                  | 1026                                                                  | 1126                                                                  | 1526                                                                  | 2레벨                                                                 | 2002년 7월 26일      |
| 14편성    | 1527                                                                  | 1027                                                                  | 1127                                                                  | 1028                                                                  | 1128                                                                  | 1528                                                                  | 2레벨                                                                 | 2002년 11월 11일     |
| 15편성    | 1529                                                                  | 1029                                                                  | 1129                                                                  | 1030                                                                  | 1130                                                                  | 1530                                                                  | 2레벨                                                                 | 2003년 3월 26일      |
| 16편성    | 1531                                                                  | 1031                                                                  | 1131                                                                  | 1032                                                                  | 1132                                                                  | 1532                                                                  | 2레벨                                                                 | 2004년 3월 19일      |
| 17편성    | 1533                                                                  | 1033                                                                  | 1133                                                                  | 1034                                                                  | 1134                                                                  | 1534                                                                  | 2레벨                                                                 | 2004년 9월 30일      |
| 18편성    | 1535                                                                  | 1035                                                                  | 1135                                                                  | 1036                                                                  | 1136                                                                  | 1536                                                                  | 2레벨                                                                 | 2005年2月23日        |
| 탑재 기기 | ATC/ATO                                                               | VVVF                                                                  | MG/CP                                                                 | VVVF                                                                  | MG/CP                                                                 | ATC                                                                   |                                                                       |                      |
| 비고      |                                                                       |                                                                       |                                                                       | 약냉방차                                                              |                                                                       |                                                                       |                                                                       |                      |
| 자중      | 34.0t                                                                 | 37.5t（3레벨） 36.7t（2레벨）                                         | 40.5t                                                                 | 37.5t（3레벨） 36.7t（2레벨）                                         | 40.5t                                                                 | 34.0t                                                                 |                                                                       |                      |
| 정원      | 135                                                                   | 146                                                                   | 146                                                                   | 146                                                                   | 146                                                                   | 135                                                                   |                                                                       |                      |

## 리뉴얼
"본 계열의 제조 개시 후 15년 이상이 경과한 1996년경이 되면 기기나 내장의 경년 열화를 볼 수 있게 되어 "마찬가지로 전기자 촘프 제어의 스위칭 소자의 노후화, 주전동기의 플래시오
버 등이 발생하기 시작했기 때문에 결과적으로 경년 열화의 정도가 보수의 한계를 넘기 전에 어떠한 대책이 필요하다고 판단되었다
게다가 차체 열화 조사를 실시한 결과 세미 스테인리스 차체의 내부 강재에 부식이 진행되고 있어 차체에 대해서도 대규모 수선이 필요한 것으로 밝혀졌다. 그 때문에 후쿠오카시 교통국은 우선 차량의 수명을 어느 정도까지 늘릴 수 있는지를 연구하고 향후 20 년 정도 사용 가능하게 하기 위한 기술적인 대책, 저비용 갱신 방법 등 다양한 각도에서 비교·검토를 한 결과, 이 단계 에서 차체의 일부 갱신을 실시하고 아울러 제어 방식을 전기자 초퍼 제어에서 VVVF 인버터 제어로 변경함으로써 차량을 가능한 한 오래 사용하는 것이 경제적으로도 유효하며 가장 유리한 방법이라는 결론에 도달했다 <r Ef name="randm199812" />.
이상과 같은 경위로 1997년도부터 2004년도에 걸쳐 리뉴얼 공사를 전편성으로 시공했다. 이 개조를 받은 편성은 1000N계로 계열 형식 변경되었다. 다만 차량 번호 변경 및 개조 명판 부착은 되어 있지 않다.
주된 개조 내용을 아래에 적는다.
외관·기능면의 변경점
전면은 관통문의 유리를 낙성 당초와 같은 세로로로로 교체하고 양단의 평면 유리는 곡면 유리로 변경했다(그 후 평면 유리로 재개조). 또한 소음 대책으로 옆창은 고정화되었다. 차체는 부식된 곳의 강재를 스테인리스화하여 호부쿠로부의 골조를 개수했다.행선지 표시기는 3색 LED로 차량 사이에는 전락방지 덮개를 신설했다.
제어 방식은 IGBT소자에 의한 VVVF 인버터로 고쳐져 제어 장치나 주변기기는 2000계와의 호환성이 고려되었다. 주회로는 고장시 제어개방단위를 주전동기 4대(1C4M×2군)로 하여 시스템의 중복성을 확보하고 게이트 제어부에는 각 유닛마다 자기진단 장치를 탑재했다.
[[ 2000년](헤이세이 12년)까지 시공된 편성(01 - 08편성)은 제어 장치의 소자는 히타치 제작소제 3레벨 IGBT(VFI-HR1815A, 2000V/375A, 200 0계 24편성과 동일)이었지만 2001년(헤이세이 13년) 이후에 시공된 편성(09 - 18편성)은 전전기제동 부착 히타치제 2레벨 IGBT로 되어 있다.
또한 브레이크 수량기를 디지털 연산식으로 변경하고 지연 제어를 추가했다. 완충기도 변경되어 정지 시 충격을 개선했다.
객실 설비의 변경점
차내는 화장판을 교체하고 바닥재는 도장 마무리로 변경되었다. 차양은 청소의 용이화에서 유리 섬유가 되었고 문 유리는 접착식 복층 유리로 만들었다. 또한 끌어당겨서 방지하기 위해 봉투 입구에 경질 고무를 설치했다. 좌석은 충전재 교체와 모켓 교체가 이루어졌다. 차내 바닥의 주전동기 점검 뚜껑은 전동기의 변경으로 바닥재로 막아 차량 간 와이와 함께 평평한 구조로 했다. 또한 차량 단부에는 이동 제약자 대응으로 휠체어 공간을 정비하고 있다.
리뉴얼 ==
"본 계열의 제조 개시 후 15년 이상이 경과한 1996년경이 되면 기기나 내장의 경년 열화를 볼 수 있게 되어 "마찬가지로 전기자 촘프 제어의 스위칭 소자의 노후화, 주전동기의 [[플래시오
버]] 등이 발생하기 시작했기 때문에 결과적으로 경년 열화의 정도가 보수의 한계를 넘기 전에 어떠한 대책이 필요하다고 판단되었다
게다가 차체 열화 조사를 실시한 결과 세미 스테인리스 차체의 내부 강재에 부식이 진행되고 있어 차체에 대해서도 대규모 수선이 필요한 것으로 밝혀졌다. 그 때문에 후쿠오카시 교통국은 우선 차량의 수명을 어느 정도까지 늘릴 수 있는지를 연구하고 향후 20 년 정도 사용 가능하게 하기 위한 기술적인 대책, 저비용 갱신 방법 등 다양한 각도에서 비교·검토를 한 결과, 이 단계 에서 차체의 일부 갱신을 실시하고 아울러 제어 방식을 전기자 초퍼 제어에서 VVVF 인버터 제어로 변경함으로써 차량을 가능한 한 오래 사용하는 것이 경제적으로도 유효하며 가장 유리한 방법이라는 결론에 도달했다 <r Ef name="randm199812" />.
이상과 같은 경위로 1997년도부터 2004년도에 걸쳐 리뉴얼 공사를 전편성으로 시공했다. 이 개조를 받은 편성은 1000N계로 계열 형식 변경되었다. 다만 차량 번호 변경 및 개조 명판 부착은 되어 있지 않다.
주된 개조 내용을 아래에 적는다.
외관·기능면의 변경점
전면은 관통문의 유리를 낙성 당초와 같은 세로로로로 교체하고 양단의 평면 유리는 곡면 유리로 변경했다(그 후 평면 유리로 재개조). 또한 소음 대책으로 옆창은 고정화되었다. 차체는 부식된 곳의 강재를 스테인리스화하여 호부쿠로부의 골조를 개수했다.행선지 표시기는 3색 LED로 차량 사이에는 전락방지 덮개를 신설했다.
제어 방식은 IGBT소자에 의한 VVVF 인버터로 고쳐져 제어 장치나 주변기기는 2000계와의 호환성이 고려되었다. 주회로는 고장시 제어개방단위를 주전동기 4대(1C4M×2군)로 하여 시스템의 중복성을 확보하고 게이트 제어부에는 각 유닛마다 자기진단 장치를 탑재했다.
[[ 2000년](헤이세이 12년)까지 시공된 편성(01 - 08편성)은 제어 장치의 소자는 히타치 제작소제 3레벨 IGBT(VFI-HR1815A, 2000V/375A, 200 0계 24편성과 동일)이었지만 2001년(헤이세이 13년) 이후에 시공된 편성(09 - 18편성)은 전전기제동 부착 히타치제 2레벨 IGBT로 되어 있다.
또한 브레이크 수량기를 디지털 연산식으로 변경하고 지연 제어를 추가했다. 완충기도 변경되어 정지 시 충격을 개선했다.
객실 설비의 변경점
차내는 화장판을 교체하고 바닥재는 도장 마무리로 변경되었다. 차양은 청소의 용이화에서 유리 섬유가 되었고 문 유리는 접착식 복층 유리로 만들었다. 또한 끌어당겨서 방지하기 위해 봉투 입구에 경질 고무를 설치했다. 좌석은 충전재 교체와 모켓 교체가 이루어졌다. 차내 바닥의 주전동기 점검 뚜껑은 전동기의 변경으로 바닥재로 막아 차량 간 와이와 함께 평평한 구조로 했다. 또한 차량 단부에는 이동 제약자 대응으로 휠체어 공간을 정비하고 있다.

## 제조·운용
1981년(쇼와 56년) 개업시에 01 - 08편성([긴키차량]]제)이 제조되어 1983년(쇼와 58년)의 지쿠히선과의 상호 노선 연장 개시에 맞추어 09 - 15편성([[가와사키 중공업 차량 캄파) 니 | 가와사키 중공업]제)가 제조되었다. 그 후, 노선 연장에 따라 1984년(쇼와 59년)에 16편성([[[일본차량 제조]]제)]·[[1985년](쇼와 60년)에 17편성(도큐 차량 제조제)·[[[1986년]](쇼와 61년)에 18 편성([히타치제작소]]제)이 제조되어 [[2015년](2015년) 현재는 18편성 108량 체제로 되어 있다. 이 중 11편성(1521편성)은 1985년[8월 7일]]에 지쿠히선 메이노하마역 - 이마주쿠역간  의 [[ 건널건널목]에서 대형 트레일러 트럭과 충돌하여 대파된 상행선 선두차인 1522가 폐차가 되어 이듬해 1986년에 2대째인 1522가 신제되어 편성 복구되었다. 11편성의 3호차에서 5호차의 측면에는 사고의 충격으로 생긴 외판의 변형이 현재도 남아있고 손상이 심했던 부분을 이어받은 흔적도 보인다.
전 편성이 메이노하마 차량기지에 배속되어 지하철 공항선·하코자키선 전선 및 지쿠히선 메이노하마역 - 지쿠젠마에하라역(코로나 바이러스가 유행하기 전에는 지쿠젠후카에역) 간에 운용되고 있다.

### 그 외
일찍이 전면 운전대 창 아래에 후쿠오카시를 홈타운으로 하는 일본 프로 축구 리그(J리그)의 클럽 팀 아비스파 후쿠오카를 응원하는 목적으로 '힘내라 아비스파 후쿠오카'라고 표기된 스티커를 붙이고 있었지만 동 클럽팀이 2001년 시즌 종료 후에 J2로 강등된 시점에서 철거되었다. 그 후 [[2005년](2년) 2월에 나나쿠마선이 개업한 지 약 1개월간 '나나쿠마선 개업'이라고 표기된 스티커가 부착되었다.

## 앞으로의 예정
2018년 11월 20일에 개최된 제3회 후쿠오카시 지하철 경영 전략 간담회 설명 자료에서 본 계열의 후계 차량에 의한 대체가 명기되었다. 본 계열이 향후 제조로부터 40년을 맞이하는 것부터 2023년도부터 2027년도에 걸쳐 신형 차량 108량을 투입하여 본 계열의 차량 갱신이 계획되어 있다

## 제조·운용
1981년(쇼와 56년) 개업시에 01 - 08편성([긴키차량]]제)이 제조되어 1983년(쇼와 58년)의 지쿠히선과의 상호 노선 연장 개시에 맞추어 09 - 15편성([[가와사키 중공업 차량 캄파) 니 | 가와사키 중공업]제)가 제조되었다. 그 후, 노선 연장에 따라 1984년(쇼와 59년)에 16편성([[[일본차량 제조]]제)]·[[1985년](쇼와 60년)에 17편성(도큐 차량 제조제)·[[[1986년]](쇼와 61년)에 18 편성([히타치제작소]]제)이 제조되어 [[2015년](2015년) 현재는 18편성 108량 체제로 되어 있다. 이 중 11편성(1521편성)은 1985년[8월 7일]]에 지쿠히선 메이노하마역 - 이마주쿠역간  의 [[ 건널건널목]에서 대형 트레일러 트럭과 충돌하여 대파된 상행선 선두차인 1522가 폐차가 되어 이듬해 1986년에 2대째인 1522가 신제되어 편성 복구되었다. 11편성의 3호차에서 5호차의 측면에는 사고의 충격으로 생긴 외판의 변형이 현재도 남아있고 손상이 심했던 부분을 이어받은 흔적도 보인다.
전 편성이 메이노하마 차량기지에 배속되어 지하철 공항선·하코자키선 전선 및 지쿠히선 메이노하마역 - 지쿠젠마에하라역(코로나 바이러스가 유행하기 전에는 지쿠젠후카에역) 간에 운용되고 있다.

### 그 외
일찍이 전면 운전대 창 아래에 후쿠오카시를 홈타운으로 하는 일본 프로 축구 리그(J리그)의 클럽 팀 아비스파 후쿠오카를 응원하는 목적으로 '힘내라 아비스파 후쿠오카'라고 표기된 스티커를 붙이고 있었지만 동 클럽팀이 2001년 시즌 종료 후에 J2로 강등된 시점에서 철거되었다. 그 후 [[2005년](2년) 2월에 나나쿠마선이 개업한 지 약 1개월간 '나나쿠마선 개업'이라고 표기된 스티커가 부착되었다.

## 앞으로의 예정
2018년 11월 20일에 개최된 제3회 후쿠오카시 지하철 경영 전략 간담회 설명 자료에서 본 계열의 후계 차량에 의한 대체가 명기되었다. 본 계열이 향후 제조로부터 40년을 맞이하는 것부터 2023년도부터 2027년도에 걸쳐 신형 차량 108량을 투입하여 본 계열의 차량 갱신이 계획되어 있다

## 사진

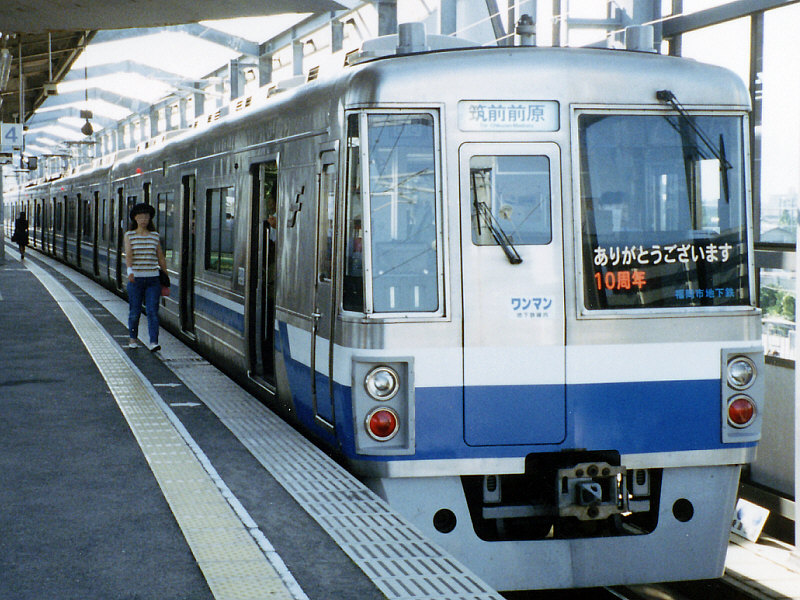
업데 공사 전 (메이노하마역에서)

### 참조주
1. ↑  후쿠오카 시 교통국 1000계 전동차의 안내[깨진 링크(과거 내용 찾기)]. 2009년 1월 31일. (일본어)
2. ↑  『철도 저널]』198 3년 6월호 p.74
3. ↑  《 철도 팬》 (교우사) (1980년 8월호). 1980. 다음 글자 무시됨: ‘화서 ’ (도움말); |제목=이(가) 없거나 비었음 (도움말)
4. ↑  “후쿠오카 시영 지하철 공식 트위터 트윗”. 2022년 4월 13일에 확인함.
5. 1 2 3 4 5 6  末松栄（福岡市交通局）「福岡市1000系車両の更新概要（1000N系化）」、『R&M : Rolling stock & machinery』1998年12月号、日本鉄道車両機械技術協会、4 - 8頁。
6. ↑  Oot/files/uploads/【자료 1】경영 전략의 원안에 대해.pdf 【자료 1】경영 전략의 원안에 대해 제3회 후쿠오카시 지하철 경영 전략 간담회 설명 자료, 후쿠오카시 지하철 홈페이지에서 (날짜 미상, 2 019년 4월 20일 열람)
7. ↑  “福岡市交通局向け地下鉄車両を受注” (보도 자료) (일본어). 川崎重工業. 2022년 2월 7일. 2022년 2월 7일에 원본 문서에서 보존된 문서. 2022년 2월 7일에 확인함.
8. ↑  Oot/files/uploads/【자료 1】경영 전략의 원안에 대해.pdf 【자료 1】경영 전략의 원안에 대해[깨진 링크(과거 내용 찾기)] 제3회 후쿠오카시 지하철 경영 전략 간담회 설명 자료, 후쿠오카시 지하철 홈페이지에서 (날짜 미상, 2 019년 4월 20일 열람)
9. ↑  “福岡市交通局向け地下鉄車両を受注” (보도 자료) (일본어). 川崎重工業. 2022년 2월 7일. 2022년 2월 7일에 원본 문서에서 보존된 문서. 2022년 2월 7일에 확인함.

### 내용주
1. ↑  축 상자부의 지지는 긴키 일본 철도 등과 같은 슈리렌 방식.
2. ↑  이 시점에서는 제어 방식 변경만 실시되어 1999년 3월 25일에 다시 차체 갱신을 실시。
3. ↑  갱신에 앞서 2002년 1월 21일에 전락 방지 덮개 설치를 실시。
4. ↑  갱신에 앞서 2002년 1월 11일에 전락 방지 덮개 설치를 실시。
5. ↑  갱신에 앞서 2002년 1월 25일에 전락 방지 덮개 설치를 실시。
6. ↑  갱신에 앞서 2002년 1월 23일에 전락 방지 덮개 설치를 실시。
7. ↑  갱신에 앞서 2002년 1월 24일에 전락 방지 덮개 설치、2003년 7월 7일에 표시막 LED화·차내 안내 표시 장치 설치를 각각 실시。
8. ↑  갱신에 앞서 2002년 1월 29일에 전락 방지 덮개 설치、2004년 1월 23일에 표시막 LED화·차내 안내 표시 장치 설치를 각각 실시。。
9. ↑  당시 시모야마몬역은 개업 전.
10. ↑  당시 시모야마몬역은 개업 전.